# Österreichische Badmintonmeisterschaft 2019
Die Österreichische Badmintonmeisterschaft 2019 fand vom 1. bis zum 3. Februar 2019 in Judenburg statt. Es war die 62. Auflage der Meisterschaften.

## Medaillengewinner
| Disziplin    | Gold                             | Silber                             | Bronze                             |
| ------------ | -------------------------------- | ---------------------------------- | ---------------------------------- |
| Herreneinzel | Leon Seiwald                     | Wolfgang Gnedt                     | Nicolas Rudolf                     |
| Herreneinzel | Leon Seiwald                     | Wolfgang Gnedt                     | Lukas Weissenbäck                  |
| Dameneinzel  | Bianca Schiester                 | Raphaela Winkler                   | Isabel Delueg                      |
| Dameneinzel  | Bianca Schiester                 | Raphaela Winkler                   | Emily Wu                           |
| Herrendoppel | Dominik Stipsits Philip Birker   | Nicolas Rudolf Philipp Drexler     | Leon Seiwald Roman Zirnwald        |
| Herrendoppel | Dominik Stipsits Philip Birker   | Nicolas Rudolf Philipp Drexler     | Kilian Meusburger René Nichterwitz |
| Damendoppel  | Bianca Schiester Réka Sárosi     | Serena Au Yeong Katharina Hochmeir | Isabel Delueg Michaela Mathis      |
| Damendoppel  | Bianca Schiester Réka Sárosi     | Serena Au Yeong Katharina Hochmeir | Natalie Herbst Nina Sorger         |
| Mixed        | Dominik Stipsits Serena Au Yeong | Philip Birker Katharina Hochmeir   | Roman Zirnwald Nina Sorger         |
| Mixed        | Dominik Stipsits Serena Au Yeong | Philip Birker Katharina Hochmeir   | Lukas Weissenbäck Michaela Mathis  |

## Herreneinzel
- Christoph Gschwandtner – Lenny Sudarma: kampflos
- Christian Hartner – Kai Niederhuber: 21-17 10-21 21-11
- Markus Zvonek – Jannik Auberger: 21-17 21-14
- Leon Seiwald – Philipp Drexler: 21-15 21-13
- Florian Baumgartner – Markus Grutschnig: 21-12 21-13
- Heimo Götschl – Simon Hundsbichler: 21-11 21-15
- Christoph Gschwandtner – Jan Schumacher: 21-6 21-15
- Gustav Andree – Andrej Serov: 21-17 14-21 21-15
- René Nichterwitz – Markus Hinz: 21-14 21-18
- Nicolas Rudolf – Johannes Schöpf: 21-2 21-10
- Markus Schaller – Michael Tomic: 15-21 21-16 22-20
- Christian Hartner – Richard Schneeberger: 21-17 21-19
- Lukas Weissenbäck – Luca Froschauer: 21-13 21-10
- Simon Ofner – Erik Gebeshuber: 21-10 21-19
- Rüdiger Gnedt – Michael Schausberger: 21-10 21-19
- Markus Zvonek – Emil Dantler: 21-15 21-17
- Kilian Meusburger – Lukas Höfling: 21-8 21-12
- Tobias Rudolf – Jürgen Schodl: 21-11 21-14
- Wolfgang Gnedt – Jordan Mcmahon: 21-6 21-4
- Florian Baumgartner – René Nichterwitz: 17-21 21-11 Aufgabe
- Markus Schaller – Christoph Gschwandtner: 23-21 21-14
- Lukas Weissenbäck – Christian Hartner: 21-16 15-21 22-20
- Kilian Meusburger – Markus Zvonek: 21-14 21-12
- Leon Seiwald – Gustav Andree: 25-23 21-9
- Nicolas Rudolf – Heimo Götschl: 21-9 21-11
- Rüdiger Gnedt – Simon Ofner: 21-19 21-16
- Wolfgang Gnedt – Tobias Rudolf: 21-12 21-4
- Leon Seiwald – Florian Baumgartner: 25-23 21-17
- Nicolas Rudolf – Markus Schaller: 21-13 21-10
- Lukas Weissenbäck – Rüdiger Gnedt: 21-14 19-21 21-12
- Wolfgang Gnedt – Kilian Meusburger: 21-13 21-15
- Leon Seiwald – Wolfgang Gnedt: 21-14 15-21 22-20
- Leon Seiwald – Nicolas Rudolf: 21-19 22-20
- Wolfgang Gnedt – Lukas Weissenbäck: 21-13 21-12

## Dameneinzel
- Conny Ertl – Katrin Neudolt: w.o.
- Emily Wu – Anna Hagspiel: 21-17 21-4
- Natalie Herbst – Valentina Budroni: 21-9 22-20
- Bianca Schiester – Michaela Mathis: 21-12 21-18
- Isabel Delueg – Sabrina Herbst: w.o.
- Carina Meinke – Martina Nöst: kampflos
- Daniela Adamec – Barbara Galos: 21-17 11-21 25-23
- Raphaela Winkler – Denise Hofer: 21-16 21-10
- Emily Wu – Conny Ertl: 21-19 21-17
- Bianca Schiester – Natalie Herbst: 21-17 21-6
- Isabel Delueg – Carina Meinke: 21-10 21-16
- Raphaela Winkler – Daniela Adamec: 21-14 23-25 21-12
- Bianca Schiester – Raphaela Winkler: 21-17 13-21 21-18
- Bianca Schiester – Emily Wu: 21-11 21-16
- Raphaela Winkler – Isabel Delueg: 21-17 23-21

## Herrendoppel
- Christian Hartner / Richard Schneeberger – Jannik Auberger / Johannes Schöpf: 21-15 20-22 21-13
- René Nichterwitz / Kilian Meusburger – Gustav Andree / Tobias Rudolf: 21-13 21-15
- Michael Tomic / Kai Niederhuber – Simon Hundsbichler / Markus Schaller: 21-16 21-17
- Lukas Weissenbäck / Rüdiger Gnedt – Jürgen Schodl / Jan Schumacher: 21-5 21-9
- Nicolas Rudolf / Philipp Drexler – Florian Baumgartner / Jakob Sorger: 21-18 21-15
- Andrej Serov / Michael Schausberger – Jannik Maczejka / Simon Ofner: 17-21 24-22 21-11
- Roman Zirnwald / Leon Seiwald – Luca Froschauer / Lenny Sudarma: kampflos
- Dominik Stipsits / Philip Birker – Kilian Meusburger / René Nichterwitz: 21-18 21-18
- Nicolas Rudolf / Philipp Drexler – Leon Seiwald / Roman Zirnwald: 21-12 17-21 23-21
- Dominik Stipsits / Philip Birker – Christian Hartner / Richard Schneeberger: 21-6 21-18
- René Nichterwitz / Kilian Meusburger – Kai Niederhuber / Michael Tomic: 22-20 21-14
- Nicolas Rudolf / Philipp Drexler – Rüdiger Gnedt / Lukas Weissenbäck: 21-16 21-11
- Roman Zirnwald / Leon Seiwald – Michael Schausberger / Andrej Serov: 21-7 21-10
- Dominik Stipsits / Philip Birker – Philipp Drexler / Nicolas Rudolf: 21-16 21-14

## Damendoppel
- Nina Sorger / Natalie Herbst – Anna Hagspiel / Alexandra Mathis: 21-19 21-8
- Katharina Hochmeir / Serena Au Yeong – Isabel Delueg / Michaela Mathis: 21-12 21-13
- Bianca Schiester / Réka Sárosí – Natalie Herbst / Nina Sorger: 21-15 21-17
- Katharina Hochmeir / Serena Au Yeong – Sabrina Herbst / Carina Meinke: w.o.
- Michaela Mathis / Isabel Delueg – Karoline Pottendorfer / Emily Wu: 23-21 21-15
- Nina Sorger / Natalie Herbst – Conny Ertl / Denise Hofer: 21-11 21-10
- Bianca Schiester / Réka Sárosí – Lena Kremmel / Raphaela Winkler: 21-13 21-15
- Bianca Schiester / Réka Sárosí – Serena Au Yeong / Katharina Hochmeir: 21-17 21-19

## Mixed
- Markus Schaller / Valentina Budroni – Gustav Andree / Karoline Pottendorfer: 22-24 21-18 21-17
- Jannik Maczejka / Isabel Delueg – Johannes Schöpf / Lena Kremmel: 21-18 21-15
- Dominik Stipsits / Serena Au Yeong – Markus Hinz / Daniela Adamec: 21-10 21-15
- Lukas Weissenbäck / Michaela Mathis – Florian Baumgartner / Alexandra Mathis: 17-21 21-18 21-17
- Philip Birker / Katharina Hochmeir – Markus Grutschnig / Denise Hofer: 17-21 21-11 21-9
- Kilian Meusburger / Sabrina Herbst – Jakob Sorger / Raphaela Winkler: 21-19 23-21
- René Nichterwitz / Anna Hagspiel – Kai Niederhuber / Emily Wu: 21-13 21-19
- Markus Schaller / Valentina Budroni – Christian Hartner / Martina Nöst: kampflos
- Jannik Maczejka / Isabel Delueg – Michael Schausberger / Natalie Herbst: 21-18 21-19
- Roman Zirnwald / Nina Sorger – Luca Froschauer / Conny Ertl: 21-10 21-7
- Dominik Stipsits / Serena Au Yeong – Lukas Weissenbäck / Michaela Mathis: 21-7 21-23 21-8
- Philip Birker / Katharina Hochmeir – Roman Zirnwald / Nina Sorger: 21-18 21-17
- Philip Birker / Katharina Hochmeir – Jannik Maczejka / Isabel Delueg: 21-12 21-17
- Dominik Stipsits / Serena Au Yeong – René Nichterwitz / Anna Hagspiel: 21-19 21-14
- Lukas Weissenbäck / Michaela Mathis – Markus Schaller / Valentina Budroni: 21-17 21-11
- Roman Zirnwald / Nina Sorger – Kilian Meusburger / Sabrina Herbst: w.o.
- Dominik Stipsits / Serena Au Yeong – Philip Birker / Katharina Hochmeir: 22-20 21-16